# Jeff Hall
Jeffrey James «Jeff» Hall (Scunthorpe, Inglaterra, 7 de septiembre de 1929 - Birmingham, Inglaterra, 4 de abril de 1959) fue un futbolista británico que se desempeñaba en la posición de lateral derecho.
El fallecimiento de Hall, un deportista joven y en forma, a causa del polio hizo crecer la aceptación entre la población de la necesidad de la vacunación. A pesar de que la enfermedad era ampliamente conocida y existía una vacuna, el emprendimiento de su uso había sido lento. En las semanas siguientes a la muerte de Hall, y después de que su mujer participase en una entrevista televisiva centrada en la figura del futbolista, la demanda de inmunización frente a la enfermedad se disparó. Fue necesario establecer clínicas de vacunación de emergencia, así como traer más provisiones desde Estados Unidos para hacer frente a la demanda.

## Biografía y carrera futbolística
A pesar de nacer en Scunthorpe, Lincolnshire, Hall se crio en la localidad de Keighley, situada en Yorkshire del Oeste. Tenía una hermana mayor llamada Joan. Tras dejar la escuela en el año 1945, jugó en varios equipos juveniles de la zona, antes de unirse al Bradford Park Avenue, el único equipo local de la Football League. En aquella época, el conjunto participaba en la Second Division y Hall no disfrutó de ninguna oportunidad de jugar con el primer equipo. Walter Tayllor, el principal ojeador del Birmingham City, que previamente había avistado a jugadores como Gil Merrick, Trevor Smith o Ken Green, se fijó en Jeff mientras este jugaba como lateral derecho en los Royal Electrical and Mechanical Engineers durante su servicio militar. En mayo de 1950, Hall firmó su primer contrato profesional con el equipo birminghense.
Mientras jugaba con el equipo de reservas del Birmingham, se reconvirtió en central. En enero de 1951, debutó con el primer equipo en esa posición, pero no se hizo con un puesto regular en la plantilla hasta 1953. Formó parte del equipo que se hizo con el título de la Second Division en la temporada 1954-55. Asimismo, al año siguiente, estuvo también en el conjunto que consiguió la mejor posición del club en su historia, sexto en la First Division, y que llegó a la final de la FA Cup, en la que cayó derrotado por tres tantos a uno frente al Manchester City. También jugó en la Copa de Ferias con el Birmingham.
En esa misma temporada, jugó por primera vez con el segundo equipo de la selección inglesa, en un encuentro contra los reservas de la selección de Alemania Oriental. Poco después, debutó con el combinado absoluto, en un partido amistoso en el que los ingleses se impusieron por cinco goles a uno a Dinamarca. Jugó todos los minutos de este encuentro y los dieciséis siguientes de la selección inglesa, hasta que Don Howe, por aquel entonces jugador del West Bromwich Albion, le quitó el puesto en octubre de 1957. Tan solo perdió un partido con la camiseta de Inglaterra, e hizo una gran pareja con su compañero en la defensa, el jugador del Manchester United Roger Byrne.
Hall disputó su último partido con el Birmingham City el 21 de marzo de 1959 frente al Portsmouth en Fratton Park. Cayó enfermo tan solo dos días más tarde y fue ingresado en el hospital, donde le diagnosticaron poliomielitis. Su condición se fue deteriorando a lo largo de los siguientes doce días; quedó paralizado y perdió el habla antes de fallecer el 4 de abril, a los 29 años de edad. A finales de ese año, el Birmingham decidió erigir un reloj y un marcador nuevos en su estadio, St Andrew's, en memoria del jugador. No obstante, estos no se conservaron tras las remodelaciones a las que se sometió al estadio a mediados de la década de 1990. En Keighley, su pueblo natal, se presentó un trofeo en su honor a una liga de carácter amateur recién creada.
El Birmingham City encargó la instalación de un segundo reloj rememorativo con el fin de conmemorar el quincuagésimo aniversario del fallecimiento de Hall. Este está situado sobre la principal grada de estadio de St Andrew's. Los encargados de inaugurarlo en septiembre de 2008 fueron Alex Govan y Gil Merrick, antiguos compañeros de equipo de Jeff. No obstante, la reacción negativa tanto al tamaño como a la posición del reloj por parte de los aficionados llevó al club a encargar otro más grande.

### Trayectoria
| Club                                      | País       | Temporadas | Partidos | Goles |
| ----------------------------------------- | ---------- | ---------- | -------- | ----- |
| Royal Electrical and Mechanical Engineers | Inglaterra | —          | —        | —     |
| Birmingham City F. C.                     | Inglaterra | 1950-1959  | 227      | 1     |

## Palmarés

### Como jugador
Birmingham City F. C.
- Campeón de la Second Division 1954-55.
- Subcampeón de la FA Cup 1955-56.

### Citas
1. 1 2 3 4  Anuji Varma (19 de junio de 2009). «The Blues ace whose death moved a nation to beat polio» (en inglés). Birmingham: Sunday Mercury. Consultado el 22 de diciembre de 2014.
2. 1 2  Tony Gould (30 de abril de 1995). «'I thought my polio was over, but not any longer'» (en inglés). The Independent. Consultado el 23 de diciembre de 2014.
3. 1 2  «1955: Dr Salk promotes polio vaccine in UK» (en inglés). British Broadcasting Corporation. Consultado el 23 de diciembre de 2014.
4. ↑  Matthews, 1995, p. 92.
5. ↑  Matthews, 1995, p. 24.
6. ↑  Carrie Courtney (21 de marzo de 2004). «England - International Results B-Team - Details» (en inglés). RSSSF. Consultado el 22 de diciembre de 2014.
7. ↑  Carrie Courtney (5 de junio de 2005). «England - International Results 1950-1959 - Details» (en inglés). RSSSF. Consultado el 22 de diciembre de 2014.
8. ↑  Norman Giller. «England Postwar Lineups and Match Highlights» (en inglés). England football online. Archivado desde el original el 14 de agosto de 2013. Consultado el 22 de diciembre de 2014.
9. ↑  Mark Cowan (15 de septiembre de 2008). «Birmingham City legends unveil new Jeff Hall memorial clock» (en inglés). Birmingham Mail. Consultado el 22 de diciembre de 2014.
10. ↑  Colin Tattum (22 de septiembre de 2008). «Jeff Hall clock to be replaced by Birmingham City» (en inglés). Birmingham Mail. Consultado el 22 de diciembre de 2014.